# جورج أ. فريدريك
جورج أ. فريدريك (بالإنجليزية: George A. Frederick)‏ هو مهندس معماري أمريكي، ولد في 16 ديسمبر 1842 في ماريلند في الولايات المتحدة، وتوفي في 17 أغسطس 1924 في بالتيمور في الولايات المتحدة.